# Grimma, Sachsen
Grimma är en stad i den tyska delstaten Sachsen med cirka 28 000 invånare. Grimma är den till ytan fjärde största staden i Sachsen. Det är också den största staden i Landkreis Leipzig, men huvudorten i distriktet är Borna. Grimmas stadshus är daterat till 1442 och staden har även en skola (Fürstenschule) från 1550, byggd på platsen för ett tidigare augustinskt kloster. Grimma har 64 stadsdelar. De största är (förutom Grimma) Nerchau, Mutzschen, Großbothen och Dürrweitzschen.